# Verdinal (manzana)
Verdinal es el nombre de una variedad cultivar de manzano (Malus domestica). Esta manzana está cultivada en diversos viveros entre ellos algunos dedicados a conservación de árboles frutales en peligro de desaparición. Esta manzana es originaria de la  Provincia de Ávila  concretamente en la comarca de El Barco de Ávila y Valle del río Tormes, donde tuvo su mejor época de cultivo comercial en la década de 1960, y actualmente en menor medida aún se encuentra.

## Sinónimos
- "Manzana Verdinal",[5]
- "Manzana Verdinal de El Barco de Ávila",[7][8]

## Historia
'Verdinal' es una variedad de la Provincia de Ávila en la comarca de El Barco de Ávila y Valle del río Tormes. El cultivo del manzano en Ávila en superficies importantes se remonta a principios del siglo XX. Las plantaciones originales se realizaron con variedades indígenas ('Normanda', 'García' y otras), posteriormente se dio paso a otras variedades como la 'Reineta' que es la más abundante actualmente en el 2020.
'Verdinal' está considerada incluida en las variedades locales autóctonas muy antiguas, cuyo cultivo se centraba en comarcas muy definidas. Se caracterizaban por su buena adaptación a sus ecosistemas y podrían tener interés genético en virtud de su adaptación. Se encontraban diseminadas por todas las regiones fruteras españolas, aunque eran especialmente frecuentes en la España húmeda. Estas se podían clasificar en dos subgrupos: de mesa y de sidra (aunque algunas tenían aptitud mixta).
'Verdinal' es una variedad clasificada como de mesa, difundido su cultivo en el pasado por los viveros comerciales y cuyo cultivo en la actualidad se ha reducido a huertos familiares y jardines privados.

## Características
El manzano de la variedad 'Verdinal' tiene un vigor Medio; florece del 8 de abril al 3 de mayo; tubo del cáliz triangular o en embudo corto, y con los estambres situados por debajo de la mitad.
La variedad de manzana 'Verdinal' tiene un fruto de tamaño medio; forma cónico oval, con contorno asimétrico; piel levemente grasa; con color de fondo verde claro, sobre color leve, siendo el color del sobre color verde oscuro, siendo su reparto en estrias, y placas, acusa lenticelas abundantes también en verde oscuro, y una sensibilidad al "russeting" (pardeamiento áspero superficial que presentan algunas variedades) ausente; pedúnculo corto grueso, leñoso, a veces presenta en un lateral pequeña carnosidad protuberante, anchura de la cavidad peduncular relativamente estrecha, profundidad de la cavidad pedúncular de variada profundidad, desde profunda a casi superficial, fondo ruginoso, con bordes irregulares, e importancia del "russeting" en cavidad peduncular muy débil; anchura de la cavidad calicina estrecha o escasamente ancha, profundidad de la cav. calicina casi superficial en su generalidad y rebajada de un lado, el fondo con roseta imperfecta formada por acusados relieves, importancia del "russeting" en cavidad calicina ausente; ojo más bien pequeño, cerrado; sépalos triangulares, agudos, carnosos en su base, erectos unos y convergentes otros, color verde grisáceo.
Carne de color blanco crema verdoso; textura crujiente, semi jugosa, al mismo tiempo levemente pastosa; sabor característico de la variedad, agradable; corazón bulbiforme o alargado. Eje entreabierto. Celdas alargadas, rayadas con fibras lanosas más o menos abundantes. Semillas pequeñas.
La manzana 'Verdinal' tiene una época de maduración y recolección muy tardía en el otoño-invierno, se recolecta desde mediados de octubre hasta mediados de noviembre, madura durante el invierno aguanta varios meses más. Se usa como manzana de mesa fresca.